# De grote zon van Mercurius
De grote zon van Mercurius (Engelse titel: The Big Sun of Mercury, Amerikaanse titel: Lucky Starr and the Big Sun of Mercury) is een sciencefictionroman uit 1978 van de Amerikaanse schrijver Isaac Asimov.
Dit boek is het vierde deel van zes jeugdboeken in de Lucky Starr-serie die verscheen tussen 1952 en 1958. Deze boeken werden oorspronkelijk uitgegeven onder het pseudoniem Paul French.

## Synopsis
Het verhaal speelt zich af in de 70ste eeuw, vijfduizend jaar na het exploderen van de eerste atoombom. De mensheid heeft zich verspreid over het zonnestelsel en daarbuiten op andere planeten. De Aarde blijft echter de belangrijkste spil voor de mensen. Op de noordpool van de planeet Mercurius werd een sterrenkundig observatorium opgericht en wetenschappers houden zich bezig met het Project Light.
Na een reeks sabotagedaden worden David Starr en Bigman Jones er op uitgestuurd om deze te onderzoeken. Lucky wordt naar Mercurius gestuurd vanwege klachten over sabotage van een project dat licht door hyperspace zou kunnen brengen, wat ongelooflijke toepassingen zou hebben voor de energie-industrie. De ingenieur die de leiding heeft over het project, Mindes, speelt eigenlijk een kleine rol, nadat hij Lucky heeft proberen te vermoorden. Lucky, inmiddels gewend aan de lage zwaartekracht, ontsnapt ongedeerd.  De aartsvijanden van de mens, de Sirianen worden van de sabotage verdacht.
Lucky stelt vast dat de verschijningen die Mindes soms aan de oppervlakte ziet, eigenlijk een robot is, die Dr. Pervale van de Siriërs heeft gestolen. Hij sluipt naar de zonzijde van Mercurius (destijds werd ten onrechte gedacht dat Mercurius altijd met één kant naar de zon was gericht, zoals onze maan naar de aarde). Daar ontdekt hij een robot, die zijn positronische circuits bijna had doorgebrand, en meestal gehoorzaamt aan de Drie Wetten. Met zo'n beschadigd brein heeft de robot moeite om de prioriteit van de wetten op te lossen en probeert hij Lucky te vermoorden. Gelukkig kan Lucky wat zwart vuil op het hoofd van de robot smeren, dat meer warmte absorbeert en de vernietiging van de hersenen voltooit, en de robot sterft net op tijd.
Er zijn een paar andere personages, allemaal met hun eigen dagorde, en die allemaal verdachten zijn van de sabotage. Dr. Gardoma is bevriend met Mindes, van wie ze denken dat hij zijn eigen werk saboteert omdat het zo ver achterloopt op schema en lijkt te mislukken. Er is meneer Cook, die er de hele tijd verdacht gespannen uitziet. En dan is er de grote, onwaarschijnlijke man, Urteil, die de verspilling van geld en middelen van de Raad van Wetenschap onderzoekt. Urteil is strijdlustig en gemeen, en maakt Bigman boos over zijn grootte en afkomst. Lucky denkt echter dat hij slechts een kanttekening bij de sabotage is, en hij heeft gelijk. Het blijkt dat hij Cook chanteerde om hem voorwetenschap te geven om tegen de Raad te gebruiken. Starr en Bigman ontdekken dat Dr. Lance Peverale, hoofd van het observatorium en zijn assistent Dr. Hanley Cook voor de sabotage verantwoordelijk zijn.
Wanneer Bigman en Lucky de oude mijnschachten onder de wetenschappelijke buitenpost ingaan, in de veronderstelling dat ze daar een Sirische aanwezigheid zullen vinden, gaat Lucky naar de oppervlakte en Bigman zoekt rond om de schertsvertoning in stand te houden. Wanneer hij Urteil daar aantreft, die hem bespioneert, krijgen ze ruzie, en een rotswezen komt uit de muur en drukt ze vast, hun warmte absorberend - nog een andere levensvorm in ons zonnestelsel, na die op Mars en Venus. Bigman is slim genoeg om zijn laser langzaam te laten branden en weg te gooien, waardoor het wezen achter de hitte aan gaat en de twee mannen bevrijdt. Maar Urteil is niet dankbaar en Bigman kan hem uitdagen tot een gevecht onder normale Mercuriaanse zwaartekracht. Het gaat goed met Bigman, maar wanneer hij Urteil de lucht in laat zeilen, keert de zwaartekracht plotseling terug naar normaal op aarde, en Urteil valt op de grond en doodt hem op slag.
Later wordt onthuld dat Cook degene is die de hendel volledig heeft overgehaald, maar alleen om van de afperser af te komen. Lucky onthult Pervale en het hele mysterie is opgelost.